# スウェドバンク・スタディオン
スタディオン（Stadion）は、スウェーデン・マルメに所在するスタジアム。マルメ・スタディオンと区別するためマルメ・ニュー・スタディオンとも。マルメFFのホームスタジアム。